# Bezpiecznik przypalnikowy

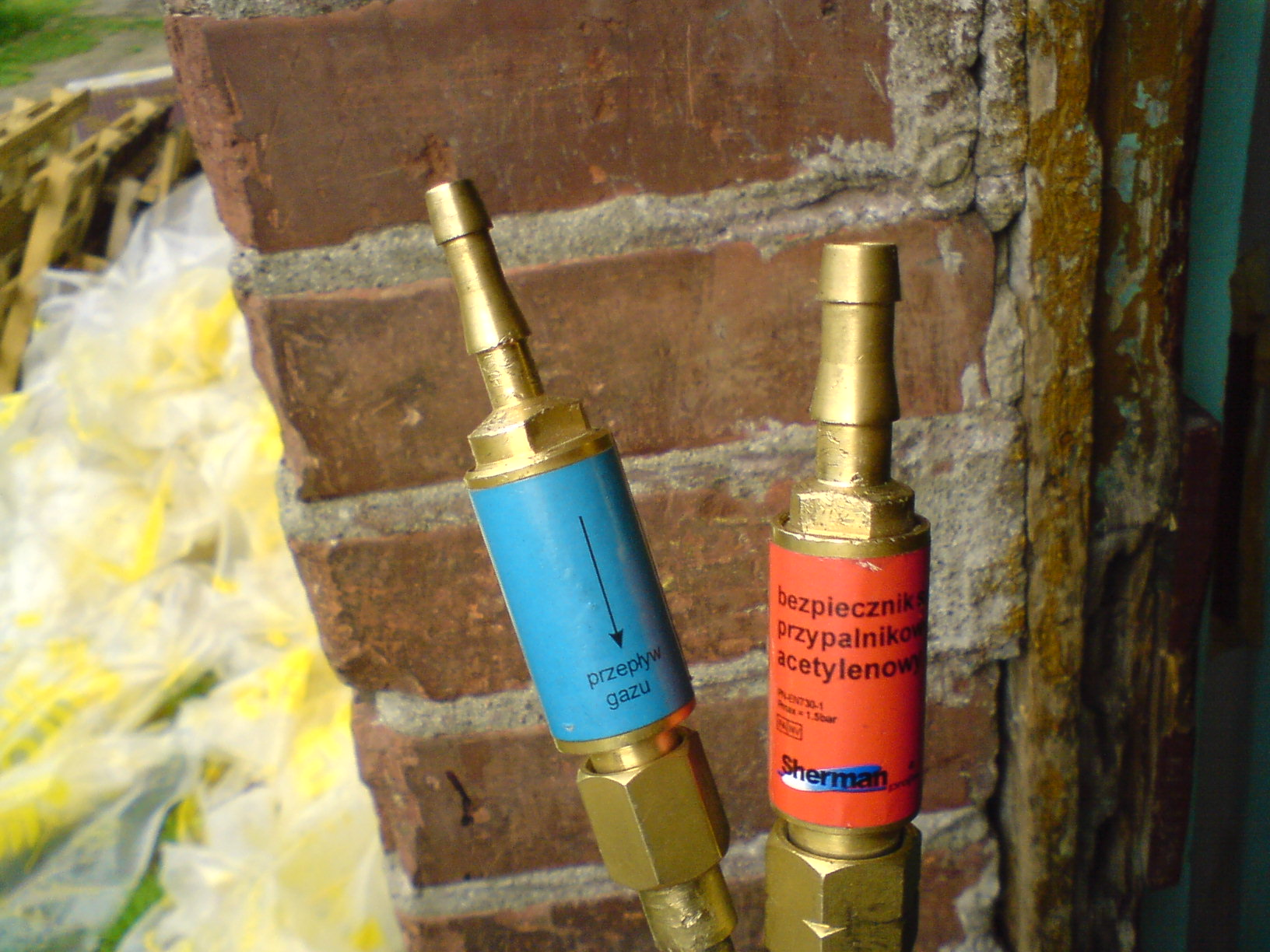
Bezpieczniki przypalnikowe

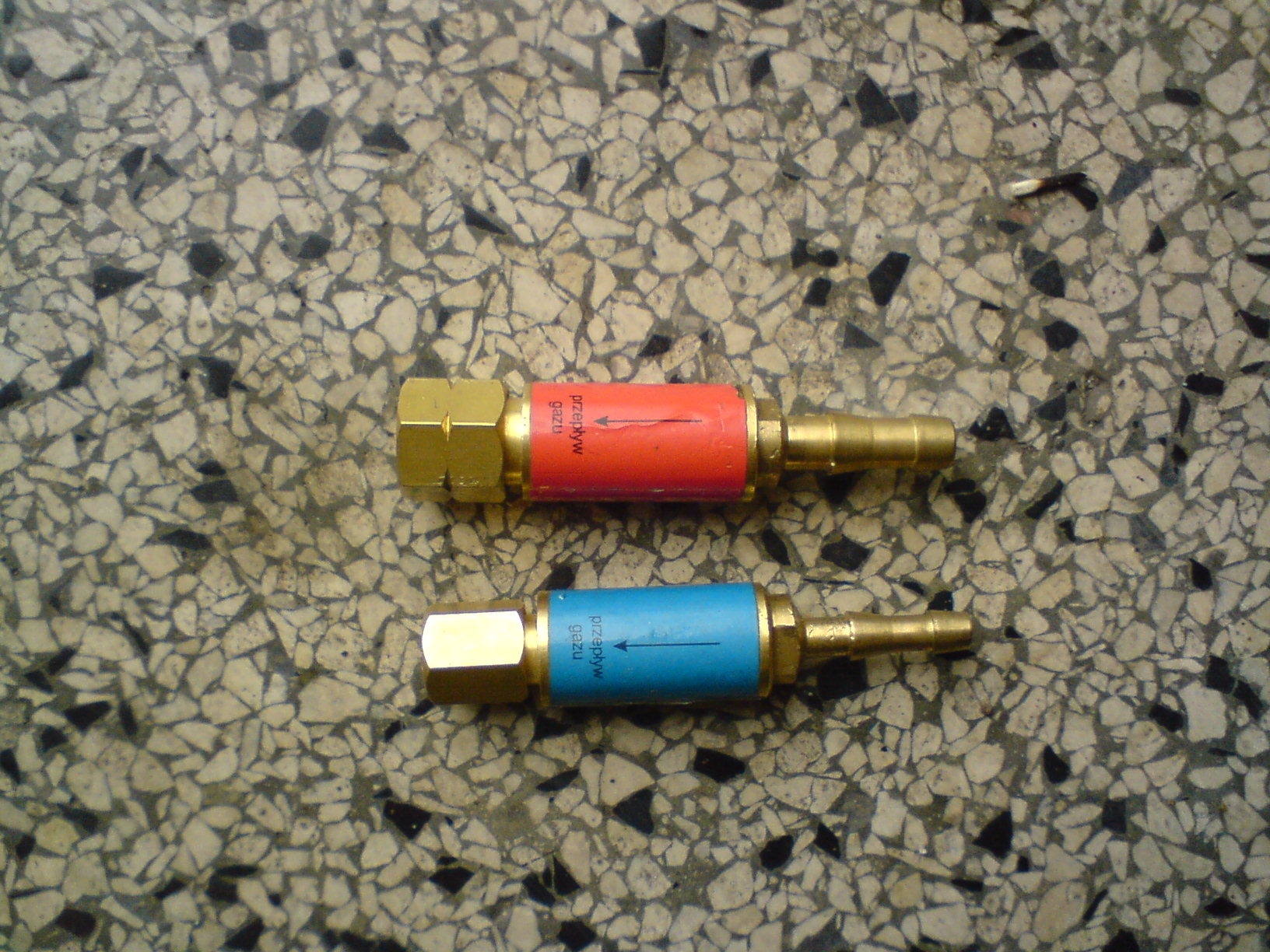
Bezpieczniki przypalnikowe

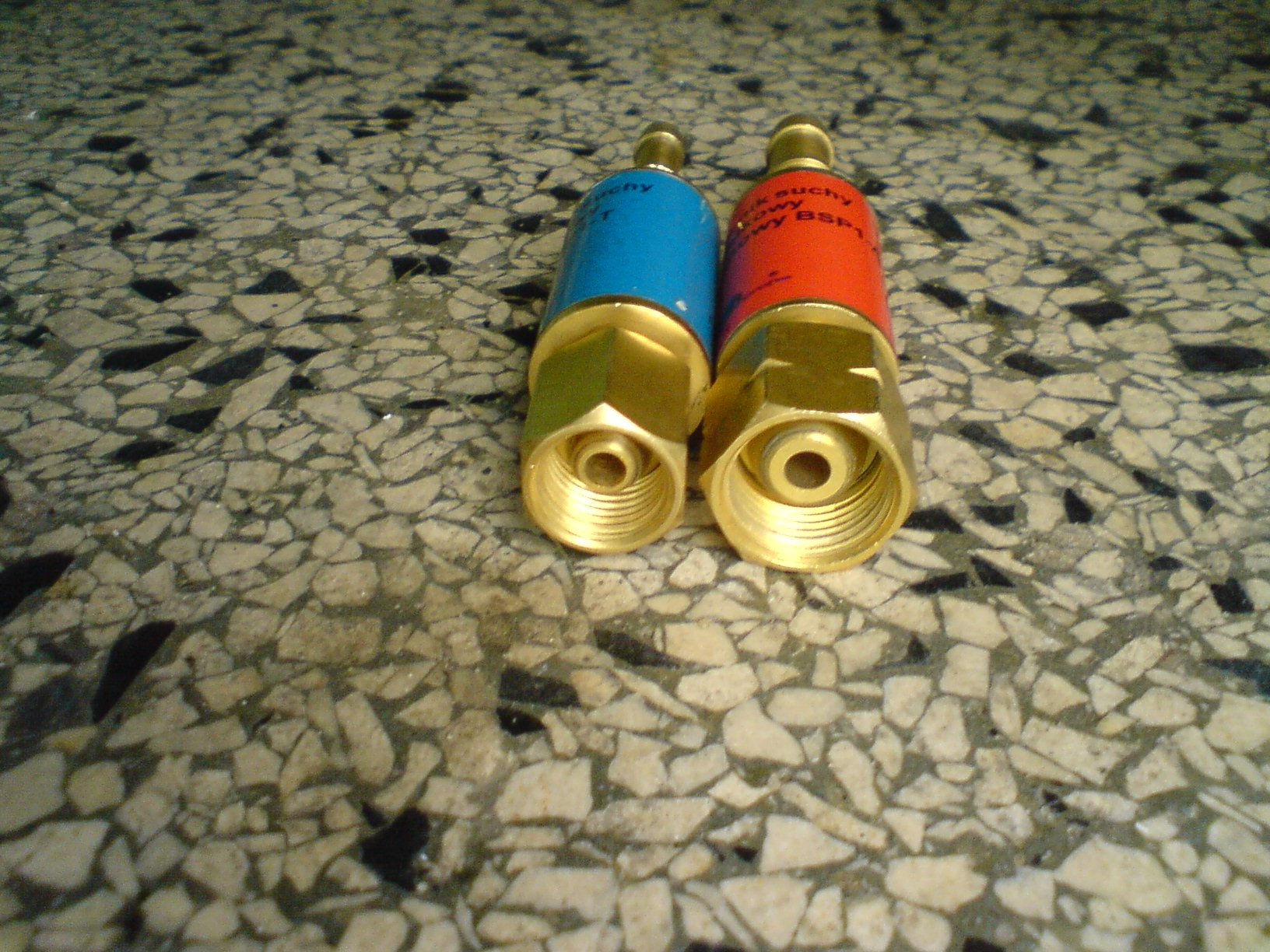
Nakrętki mocujące bezpieczniki do palnika

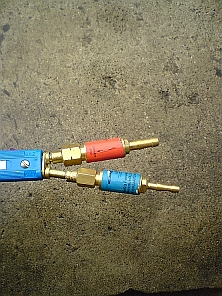
Bezpieczniki przypalnikowe przykręcone do palnika

Bezpiecznik przypalnikowy, bezpiecznik przypalnikowy suchy – bezpiecznik gazowy, w kształcie walca, zamontowany pomiędzy urządzeniem odbiorczym (zwykle palnikiem spawalniczym), a wężem doprowadzającym odpowiedni gaz z reduktora. Nazywa się „suchy”, gdyż jego zasada działania nie opiera się o wykorzystanie jakiejkolwiek cieczy, w odróżnieniu od bezpieczników „mokrych” (umieszczanych na przykład w wytwornicach acetylenu).
Do palników spawalniczych doprowadza się dwa główne gazy: tlen i acetylen (ten drugi czasami zastępowany jest mieszaniną propanu i butanu). Stąd też stosuje się dwa bezpieczniki: tlenowy (oznakowany barwą niebieską) i acetylenowy (oznakowany barwą czerwoną, używany też w instalacji z mieszaniną propan-butan).
Bezpieczniki te mają kilka funkcji. Bezpieczniki chronią osprzęt spawalniczy. Ich podstawowym zadaniem jest ochrona węży i reduktorów przed cofaniem się płomienia lub wstecznym przepływem któregoś z gazów.
Cofanie się płomienia to zjawisko, gdy płomień palący się u wylotu dyszy (dzioba) cofa się do palnika, lub nawet do węża, najczęściej acetylenowego (lub propan-butanu, gdy jest używana ta mieszanina zamiast acetylenu). Wtedy gaz, paląc się, wydaje charakterystyczne dźwięki (strzały) – mówi się wtedy, że palnik „strzela”. Ochrona przed cofaniem się płomienia polega na zastosowaniu wkładu ze specjalnych materiałów spiekanych, który w momencie cofnięcia płomienia do bezpiecznika rozbija go na dużo więcej mniejszych płomyczków, które nie są w stanie podtrzymać spalania i główny płomień po prostu gaśnie.
Cofnięcie się płomienia może nastąpić, gdy:
- dysza wylotowa z dzioba zostanie zalana ciekłym metalem lub zostanie za bardzo zbliżona do, na przykład, spawanego metalu. Płomień wtedy nie gaśnie, lecz zaczyna palić się wewnątrz palnika z ponaddźwiękową szybkością, co wywołuje efekt strzelania.
- prędkość wylotowa gazów z dzioba jest mniejsza niż prędkość spalania tychże gazów. Wtedy także płomień pali się wewnątrz palnika lub cofa się dalej do węża.
- zawór butli któregoś z gazów jest zamknięty lub zbyt mało otwarty, a drugiej otwarty. Po otwarciu zaworów palnika i próbie zapalenia płomienia mieszanina gazów może się cofnąć do tego węża, w którym panuje zbyt niskie ciśnienie (w palnikach inżektorowych gazem o mniejszym ciśnieniu doprowadzanym do palnika zawsze jest gaz palny, w palnikach równoprężnych oba gazy doprowadzane są pod jednakowym ciśnieniem).
Wsteczny przepływ któregoś z gazów to efekt polegający na przepływie gazu z jednego przewodu (najczęściej tlenowego) do drugiego (najczęściej acetylenowego). Stać się to może, gdy na przykład dziób palnika jest niedokładnie oczyszczony lub zatka się w czasie pracy palnika. Wtedy gaz doprowadzany pod wyższym ciśnieniem może się cofnąć do węża doprowadzającego gaz o niższym ciśnieniem. Wówczas płomień może podążać w głąb przewodu, czyniąc bardzo duże szkody, gdy wąż się przepali, a nawet stanowić zagrożenie życia osób przebywających w pobliżu. Ochrona przed wstecznym przepływem któregoś z gazów polega na zastosowaniu zaworu zwrotnego.
W kolejności od strony końcówki wlotu gazu, bezpieczniki zawierają:
- filtr druciany z siatki wykonanej ze stali nierdzewnej
- zawór zwrotny, uniemożliwiający przepływ gazu w przeciwnym kierunku niż ten przy poprawnej pracy palnika
- materiały spiekane wygaszające cofnięty płomień.
Bezpieczniki przypalnikowe nie są niezbędne do poprawnej pracy palnika, lecz są elementami zapewniającymi bezpieczeństwo. Bezpieczniki reagują natychmiast w porównaniu do człowieka, którego czas reakcji jest względnie duży. Warto dodać, iż większość dziś produkowanych palników jest tak zaprojektowanych, że stan idealnego wyważenia zapewniają im bezpieczniki.
Parametry bezpieczników:
- masa: przeciętnie bezpiecznik acetylenowy ma masę ok. 115 g, a tlenowy ok. 100,3 g.
- ciśnienie robocze - ono także jest uzależnione od rodzaju gazu do jakiego bezpiecznik jest przeznaczony, i wynosi: dla acetylenu 1,5 barów, a dla tlenu 10 barów. Wartości te są wartościami maksymalnymi, których nie należy przekraczać.
Bezpieczniki przypalnikowe maja króćce na węże oraz nakrętki na gwint palnika.
Jak sama nazwa wskazuje, bezpieczniki przypalnikowe łączy się z palnikiem w odróżnieniu od bezpieczników przyreduktorowych, które przykręca się do reduktorów. Te mają taki sam wygląd jak bezpieczniki przypalnikowe, jednak przepływ gazu następuje w odwrotnym kierunku, co uniemożliwia ich zamienne stosowanie. W przypadku gdy nie można skorzystać z bezpiecznika przypalnikowego, można zastosować bezpiecznik przelotowy, który posiada z obu stron wejścia na wąż. Bezpieczniki przelotowe montuje się zazwyczaj w pobliżu palnika.  
Bezpiecznik tlenowy ma gwint prawoskrętny 1/4, a acetylenowy lewoskrętny 3/8, charakterystyczny dla gazów palnych.
Bezpieczniki są wielorazowego użytku. Jedno cofnięcie płomienia nie niszczy ich, lecz częste powroty mogą spowodować ich zużycie.